# Foreste di latifoglie dell'Himalaya orientale
Le foreste di latifoglie dell'Himalaya orientale sono un'ecoregione di latifoglie temperate che si trovano nelle alture centrali dell'Himalaya orientale, comprese parti del Nepal, dell'India e del Bhutan. Queste foreste hanno una straordinaria ricchezza di fauna selvatica.

## Ambientazione
Questa ecoregione si estende su una superficie di 83138,62 km² e costituisce una fascia di foreste temperate di latifoglie che si trovano su ripidi pendii montuosi dell'Himalaya tra circa 2 000 e 3 000 m. Si estende dal fiume Gaṇḍakī in Nepal attraverso il Sikkim e il Bengala occidentale in India, Bhutan e lo stato indiano dell'Arunachal Pradesh.
Le foreste di latifoglie dell’Himalaya orientale si trovano tra la pineta subtropicale dell'Himalaya e le foreste di latifoglie subtropicali dell'Himalaya, a quote più basse, e le foreste di conifere subalpine dell'Himalaya orientale a quote più elevate. Quest'area riceve oltre 2 000 mm di precipitazioni all'anno, che cadono per lo più da maggio a settembre durante il monsone.

## Flora
Le foreste di latifoglie dell'Himalaya orientale sono diverse e ricche di specie, con una grande diversità (in particolare di querce e rododendri) e molte specie endemiche tra cui piante di origine indomalese, indocinese, himalayana, asiatica orientale e persino gondwana.
L'ecoregione ha due grandi tipi di foreste: sempreverdi e decidue. Le foreste sempreverdi sono caratterizzate da querce, principalmente quercus lamellosa, insieme a lithocarpus pachyphylla, rhododendron arboreum, rhododendron falconeri, rhododendron thomsonii, michelia excelsa, michelia cathcartii, bucklandia populnea, symplocos cochinensis, magnolia, cinnamomum, e machilus. Le numerose specie di rododendri sono più di cinquanta in Sikkim e altre sessanta in Bhutan.
Nelle foreste decidue, nel frattempo, le specie arboree predominanti sono l'acero dell'Himalaya, il noce bianco, l’alnus nepalensis, la betula alnoides, la betula utilis e il echinocarpus dasycarpus.
Infine, nel Nepal orientale ci sono zone più umide dominate da una varietà di magnolie di Campbell, acero dell'Himalaya, osmanthus suavis e al nocciolo dell'Himalaya.

## Fauna
Le foreste ospitano oltre 500 specie di uccelli, alcuni dei quali migrano più in alto sull'Himalaya durante la calda estate. Ci sono dodici specie di uccelli quasi endemiche, così come il garrulo scricciolo golarossiccia che è rigorosamente endemico. Un certo numero di specie di uccelli, specialmente fagiano, tragopan e bucerotidi sono facilmente minacciati da cambiamenti nel loro habitat e quelli che si trovano qui includono il bucero collorossiccio, il lofoforo di Sclater, l'airone panciabianca, il tragopano di Blyth e il trogone di Ward.
Esistono quattro mammiferi endemici o quasi endemici tra cui il presbite dorato di Gee che si trova a nord del fiume Brahmaputra tra i fiumi Sankosh e Manas. Altri mammiferi endemici sono il petaurista di Hodgson, lo scoiattolo volante di Namdapha e il niviventer brahma, mentre le specie in pericolo di estinzione che si trovano qui includono una popolazione di tigri del Bengala adattate ai pendii più alti della montagna e con un'alta priorità di conservazione. Altre specie in pericolo di estinzione sono il takin e il capricorno dell'Himalaya (una sottospecie del capricorno di Sumatra) così come il vulnerabile pipistrello con le orecchie di Mandelli, il macaco dell'Assam, il macaco orsino, il cane selvatico asiatico, la donnola dal dorso striato, il leopardo nebuloso, e lo scoiattolo himalayano. L'area comprende anche macchie di foresta di abete con sottobosco di bambù che ospitano un altro animale in via di estinzione, il panda rosso.

## Conservazione

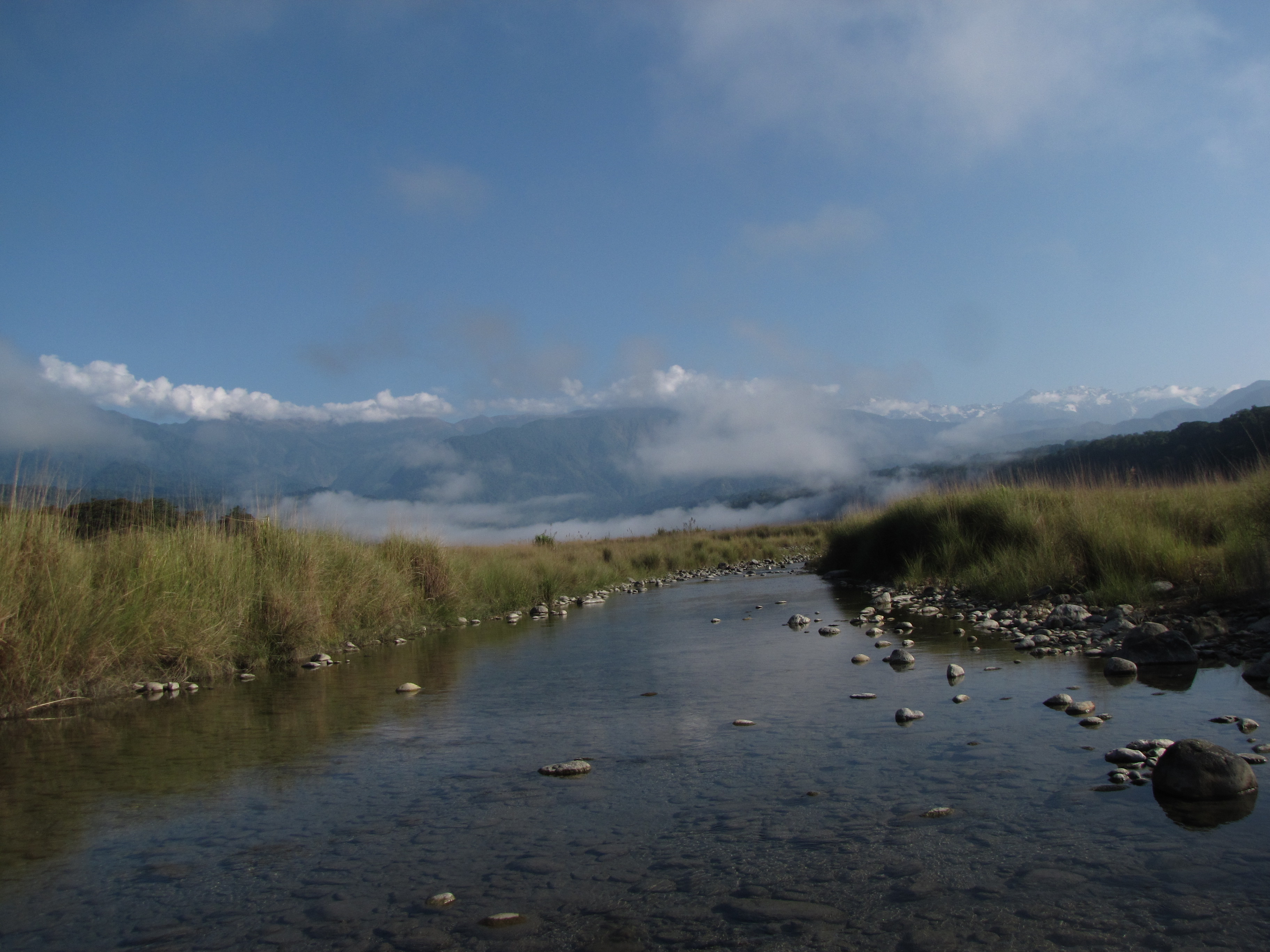
Scorcio del parco nazionale di Namdapha

La maggior parte della foresta è intatta in quanto si tratta di ripidi pendii inaccessibili, anche se le foreste di quercus lanata delle quote inferiori sono vulnerabili alle bonifiche, mentre i pendii superiori possono essere utilizzati per il pascolo del bestiame, soprattutto nel Nepal più densamente popolato. Le aree protette includono il parco nazionale di Namdapha e il parco naturale di Mehao nell'Arunachal Pradesh, il parco nazionale del Makalu-Barun in Nepal e parti dei parchi nazionali di Thrumshingla, Jigme Dorji, Jigme Singye Wangchuck e Bumdeling in Bhutan. Si prevede di creare delle zone di protezione che colleghino alcune di queste aree in Bhutan e in India. L'area intorno al parco nazionale di Namdapha è stata abitata sempre più spesso da profughi Chakma provenienti dal Bangladesh. Un'altra minaccia è il progetto di costruire una diga sul fiume Dihing. Un'area importante che attualmente non è protetta è il monte Phulchowki nella valle di Katmandu.

### Aree protette
Nel 1997, il World Wildlife Fund ha identificato 15 aree protette dell'ecoregione, con una superficie complessiva di circa 5800 km² che comprende il 7% dell'area dell'ecoregione, tra cui:
- Parco naturale di Eaglenest, Arunachal Pradesh (120 km²); si estende anche nella pineta subtropicale dell'Himalaya
- Parco nazionale di Mouling, Arunachal Pradesh (200 km²); si estende anche nella pineta subtropicale dell'Himalaya
- Parco naturale di Mehao, Arunachal Pradesh (110 km²); si estende anche nella pineta subtropicale dell'Himalaya e nelle foreste pluviali semi-sempreverdi della valle del Brahmaputra
- Parco nazionale Royal Manas, Bhutan (410 km²); si estende anche nelle foreste di latifoglie subtropicali dell'Himalaya
- Parco nazionale di Shivapuri Nagarjun, Nepal (159 km²)[3]
- Parco nazionale del Makalu-Barun, Nepal (1500 km²);[3] si estende anche nelle foreste di conifere subalpine dell'Himalaya orientale e nei prati e arbusteti alpini dell'Himalaya orientale
- Parco nazionale della valle di Neora, West Bengal (88 km²)[4]
- Riserva naturale di Jigme Khesar, Bhutan (651 km²);[4] si estende anche nelle foreste di conifere subalpine dell'Himalaya orientale e nei prati e arbusteti alpini dell'Himalaya orientale
- Parco nazionale di Jigme Dorji, Bhutan (560 km²); si estende anche nelle foreste di conifere subalpine dell'Himalaya orientale e nei prati e arbusteti alpini dell'Himalaya orientale
- Parco nazionale di Thrumshingla, Bhutan (310 km²); si estende anche nei prati e arbusteti alpini dell'Himalaya orientale
- Parco naturale di Bumdeling, Bhutan (390 km²); si estende anche nelle foreste di conifere subalpine dell'Himalaya orientale
- Parco nazionale di Jigme Singye Wangchuck, Bhutan (600 km²); si estende anche nelle foreste di conifere subalpine dell'Himalaya orientale e nei prati e arbusteti alpini dell'Himalaya orientale
- Parco nazionale di Namdapha, Bhutan (1580 km²)
- Parco naturale del Kamlang, Arunachal Pradesh (780 km²)
- Riserva naturale di Chayu, Tibet (320 km²); si estende anche nelle foreste di conifere subalpine dell'Himalaya orientale